# Cats for ever
Cats for ever is een single van Next One uit 1982 met daarop een medley met liedjes van The Cats. De producer van de single was Klaas Leyen die ook het meeste werk van The Cats heeft geproduceerd. Het arrangement kwam van Leslie Laverman.
De single viel samen met de documentaire The story of The Cats van Veronica en de op dat moment lopende succesvolle medleyserie Stars on 45 van Jaap Eggermont.
De single kwam op nummer 5 van de Top 40 terecht. The Cats waren er drie jaar eerder mee gestopt en de hitsingle kwam in een jaar waarin Veronica met de documentaire The story of The Cats kwam en The Cats zelf een verzoeksingle (La Diligence / El Paso) hadden gemaakt voor een eigenaar van twee dancings in Heerlen. De ontwikkelingen zorgen er samen voor dat The Cats kort erop hun rentree maakten op de bühnes en weer nieuwe platen uitbrachten.
Next One heeft geen muziekalbums uitgebracht. Wel verscheen het nummer op verzamelaars met meerdere artiesten, zoals Arbeidsvitaminen; vol.7 (1992), 100 superhits from the 80's; vol.2 (2000), De geschiedenis van de palingsound (met bonus-dvd; 2006), Mooi Volendam: De geschiedenis van de palingsound (met bonus-dvd; 2009) en Alle 40 goed: Palingsound (2013).

## Nummers
Er kwam een 7" en 12" single uit. De volgende nummers verschenen op de 7" single:
Kant A
| Nr. | lied                        | tijd |
| --- | --------------------------- | ---- |
| 1.  | Let's dance                 | 0:36 |
| 2.  | Sure he's a cat             | 0:39 |
| 3.  | Turn around and start again | 0:33 |
| 4.  | One way wind                | 0:29 |
| 5.  | What's the world coming to  | 0:43 |
| 6.  | Be my day                   | 0:27 |
| 7.  | Let's dance                 | 0:38 |

Kant B
| Nr. | lied                       | tijd |
| --- | -------------------------- | ---- |
| 1.  | Why                        | 0:50 |
| 2.  | Marian                     | 0:35 |
| 3.  | Lies                       | 0:58 |
| 4.  | Times were when            | 0:52 |
| 5.  | Save the last dance for me | 0:40 |

## Hitnoteringen
| Cats for ever in de Nederlandse Top 40 van 21-08-1982 t/m 09-10-1982 | Cats for ever in de Nederlandse Top 40 van 21-08-1982 t/m 09-10-1982 | Cats for ever in de Nederlandse Top 40 van 21-08-1982 t/m 09-10-1982 | Cats for ever in de Nederlandse Top 40 van 21-08-1982 t/m 09-10-1982 | Cats for ever in de Nederlandse Top 40 van 21-08-1982 t/m 09-10-1982 | Cats for ever in de Nederlandse Top 40 van 21-08-1982 t/m 09-10-1982 | Cats for ever in de Nederlandse Top 40 van 21-08-1982 t/m 09-10-1982 | Cats for ever in de Nederlandse Top 40 van 21-08-1982 t/m 09-10-1982 | Cats for ever in de Nederlandse Top 40 van 21-08-1982 t/m 09-10-1982 | Cats for ever in de Nederlandse Top 40 van 21-08-1982 t/m 09-10-1982 |
| Week                                                                 | 1                                                                    | 2                                                                    | 3                                                                    | 4                                                                    | 5                                                                    | 6                                                                    | 7                                                                    | 8                                                                    |                                                                      |
| -------------------------------------------------------------------- | -------------------------------------------------------------------- | -------------------------------------------------------------------- | -------------------------------------------------------------------- | -------------------------------------------------------------------- | -------------------------------------------------------------------- | -------------------------------------------------------------------- | -------------------------------------------------------------------- | -------------------------------------------------------------------- | -------------------------------------------------------------------- |
| Positie                                                              | 24                                                                   | 12                                                                   | 7                                                                    | 5                                                                    | 5                                                                    | 11                                                                   | 22                                                                   | 40                                                                   | uit                                                                  |

| Cats for ever in de Nationale Hitparade van 21-08-1982 t/m 09-10-1982 | Cats for ever in de Nationale Hitparade van 21-08-1982 t/m 09-10-1982 | Cats for ever in de Nationale Hitparade van 21-08-1982 t/m 09-10-1982 | Cats for ever in de Nationale Hitparade van 21-08-1982 t/m 09-10-1982 | Cats for ever in de Nationale Hitparade van 21-08-1982 t/m 09-10-1982 | Cats for ever in de Nationale Hitparade van 21-08-1982 t/m 09-10-1982 | Cats for ever in de Nationale Hitparade van 21-08-1982 t/m 09-10-1982 | Cats for ever in de Nationale Hitparade van 21-08-1982 t/m 09-10-1982 | Cats for ever in de Nationale Hitparade van 21-08-1982 t/m 09-10-1982 | Cats for ever in de Nationale Hitparade van 21-08-1982 t/m 09-10-1982 |
| Week                                                                  | 1                                                                     | 2                                                                     | 3                                                                     | 4                                                                     | 5                                                                     | 6                                                                     | 7                                                                     | 8                                                                     |                                                                       |
| --------------------------------------------------------------------- | --------------------------------------------------------------------- | --------------------------------------------------------------------- | --------------------------------------------------------------------- | --------------------------------------------------------------------- | --------------------------------------------------------------------- | --------------------------------------------------------------------- | --------------------------------------------------------------------- | --------------------------------------------------------------------- | --------------------------------------------------------------------- |
| Positie                                                               | 32                                                                    | 15                                                                    | 8                                                                     | 9                                                                     | 12                                                                    | 14                                                                    | 24                                                                    | 32                                                                    | uit                                                                   |

| Cats for ever in de Vlaamse Ultratop 30 van 11-09-1982 t/m 16-10-1982 | Cats for ever in de Vlaamse Ultratop 30 van 11-09-1982 t/m 16-10-1982 | Cats for ever in de Vlaamse Ultratop 30 van 11-09-1982 t/m 16-10-1982 | Cats for ever in de Vlaamse Ultratop 30 van 11-09-1982 t/m 16-10-1982 | Cats for ever in de Vlaamse Ultratop 30 van 11-09-1982 t/m 16-10-1982 | Cats for ever in de Vlaamse Ultratop 30 van 11-09-1982 t/m 16-10-1982 | Cats for ever in de Vlaamse Ultratop 30 van 11-09-1982 t/m 16-10-1982 | Cats for ever in de Vlaamse Ultratop 30 van 11-09-1982 t/m 16-10-1982 |
| Week                                                                  | 1                                                                     | 2                                                                     | 3                                                                     | 4                                                                     | 5                                                                     | 6                                                                     |                                                                       |
| --------------------------------------------------------------------- | --------------------------------------------------------------------- | --------------------------------------------------------------------- | --------------------------------------------------------------------- | --------------------------------------------------------------------- | --------------------------------------------------------------------- | --------------------------------------------------------------------- | --------------------------------------------------------------------- |
| Positie                                                               | 31                                                                    | 18                                                                    | 9                                                                     | 22                                                                    | 31                                                                    | 33                                                                    | uit                                                                   |

| Cats for ever in de Vlaamse BRT Top 30 van 07-08-1982 t/m 02-10-1976 | Cats for ever in de Vlaamse BRT Top 30 van 07-08-1982 t/m 02-10-1976 | Cats for ever in de Vlaamse BRT Top 30 van 07-08-1982 t/m 02-10-1976 | Cats for ever in de Vlaamse BRT Top 30 van 07-08-1982 t/m 02-10-1976 | Cats for ever in de Vlaamse BRT Top 30 van 07-08-1982 t/m 02-10-1976 | Cats for ever in de Vlaamse BRT Top 30 van 07-08-1982 t/m 02-10-1976 | Cats for ever in de Vlaamse BRT Top 30 van 07-08-1982 t/m 02-10-1976 | Cats for ever in de Vlaamse BRT Top 30 van 07-08-1982 t/m 02-10-1976 | Cats for ever in de Vlaamse BRT Top 30 van 07-08-1982 t/m 02-10-1976 |
| Week                                                                 | 1                                                                    | 2                                                                    | 3                                                                    | 4                                                                    | 5                                                                    | 6                                                                    | 7                                                                    |                                                                      |
| -------------------------------------------------------------------- | -------------------------------------------------------------------- | -------------------------------------------------------------------- | -------------------------------------------------------------------- | -------------------------------------------------------------------- | -------------------------------------------------------------------- | -------------------------------------------------------------------- | -------------------------------------------------------------------- | -------------------------------------------------------------------- |
| Positie:                                                             | 25                                                                   | 17                                                                   | 9                                                                    | 21                                                                   | 26                                                                   | 21                                                                   | 24                                                                   | uit                                                                  |